# Зісман Марко Давидович
Марко Давидович Зі́сман (19 (6) березня 1909, Одеса — 12 січня 1985, Київ) — український поет і перекладач. Член СПУ (1938). Перекладав з російської, білоруської, польської, болгарської, німецької та їдишу.

## Життєпис
Народився в учительській родині. З 1919 по 1925 рік жив у дитячих будинках. Закінчив семирічну школу, трирічне тогровельно-конторське училище, один курс літературно-лінгвістичного факультету Харківського інституту народної освіти, перекладацький відділ факультету германських мов Українського інституту лінгвістичної освіти (Київ, 1933). Почав друкуватися від 1924 року в одеській пресі. У 1933—1941 роках працював у редакціях Києва та Львова. Учасник Другої світової війни. У радянській армії служив перекладачем, водночас писав вірші до армійської газети.
Нагороджений орденом Червоної Зірки та медалями.

## Творчість
Автор збірок віршів «Рот-фронт» (Х.; К., 1932), «Пісня про щастя» (К.; Х., 1935), «У всеозброєнні» (1938), збірки сонетів «Різноліття» (1973), «Ряст» (1979; усі — Київ).
Опубліковані переклади з російської: поеми «Мцирі» Михайла Лермонтова (журнал «Піонерія», 1939, № 10; «Література і мистецтво», 1940, № 11/12; 1941, № 3; «Лермонтов М. Вибрані твори», 1951), «Прапор над сільрадою» Олексія Недогонова (1948; 1950), драма «Іван Грозний» Олексія Костянтиновича Толстого (1948; спільно з Леонідом Первомайським); з білоруської — поема «Прапор бригади» Аркадія Кулешова (1947); з польської — п'єса «Марія Стюарт» Юліуша Словацького (1947; усі — Київ); з нім. — трагедія «Професор Мамлок» Фрідріха Вольфа (К.; Х., 1936), поезії Йоганна-Вольфґанґа фон Ґете (у зб. вибраного 1949, 1969, 2005), повість «Ромео і Джульєтта з вулиці Бернау» Франца Кайна (1957), романи «Вірнопідданий» Генріха Манна (1954; обидва — Київ), «Криворізький прапор» Отто Готше (Дн., 1961).
Перекладав твори Олексія Миколайовича Толстого, Федора Тютчева, Євгена Баратинського, Афанасія Фета, Олексія Плещеєва, Михайла Свєтлова (з російської), Янки Купали (з білоруської), Владислава Броневського, Яна Бжехви (з польської), Івана Вазова, Людмила Стоянова, Николи Фурнаджієва, Николая Зидарова (з болгарської), Станіслава Костки Неймана (з чеської), Десанки Максимович (із сербської), Давида Бергельсон, Матвія Гарцмана, Давида Гофштейна, Ісаака Фефера (з їдишу), Є. Ісаєва, Ц. Штитницького.